# Aeroporto Internacional de Campo Grande
O Aeroporto Internacional de Campo Grande (IATA: CGR, ICAO: SBCG) é um aeroporto internacional no município de Campo Grande, em Mato Grosso do Sul. É o principal aeroporto do estado de Mato Grosso do Sul. Com área total de 10.802.318,30 m², está situado na Av. Duque de Caxias, a 7 km do centro da cidade. A operação do aeroporto é compartilhada com a Base Aérea de Campo Grande.
O aeroporto vem crescendo de forma organizada e planejada desde 1953, ano de inauguração de sua pista principal. Desde 1975 é administrado pela INFRAERO, recebendo grandes benefícios em obras a partir de então e nos anos 90 ganha sua ala internacional. Em 2009 recebeu seu primeiro milhão de passageiros. Estando a uma altitude de 558 metros acima do nível do mar, sua latitude é de 20º28'8 s, sua longitude é de 54º40'11 w. O aeroporto possui fuso horário de UTC -4 (-3DT).
Está classificado como aeroporto internacional de segunda categoria, dispondo de todos os serviços essenciais a esta classificação, além de oferecer suporte para a Aviação Regular Regional, bem como para a Aviação Geral, sendo apoio fundamental para as operações militares e alternativa imprescindível à Aviação Internacional. É o aeroporto mais importante de MS, pois é a porta de entrada do estado e o que oferece mais opções de voo regionais, nacionais e internacionais.
Em 20 de dezembro de 2012 Campo Grande foi incluída no Programa de Investimentos em Logística: Aeroportos do Governo Federal, um conjunto de medidas para melhorar a qualidade dos serviços e da infraestrutura aeroportuária e ampliar a oferta de transporte aéreo à população brasileira. O aeroporto é um dos nove de Mato Grosso do Sul a serem incluidos no programa.

## História
Inicialmente Campo Grande faria parte da linha São Paulo/Três Lagoas/Campo Grande/Corumbá/Cuiabá, linha feita por aviões Junkers 52 trimotores de rodas. Até 1950 os aviões pousavam na região central de Campo Grande, e a partir daí a pista principal começou a ser construída em concreto cimento, e concluída em 1953, quando foi inaugurada (designação oficial conforme Lei Federal n.º 1905, de 21 de julho de 1953), cuja inauguração contou com a presença do então Presidente Getúlio Vargas, que a bordo de uma aeronave Lockheed Constellation da Panair do Brasil, pousou naquela pista, dando-a por inaugurada. O Terminal de Passageiros teve sua inauguração em 20 de janeiro de 1964. Em 1967 foram implantados os pátios de aeronaves civil e militar, em pavimentos rígidos, com o mesmo suporte da pista existente.
Com o aumento da demanda da aviação comercial, foi necessária a ampliação do pátio civil (alargamento), ocorrida doze anos após a sua construção. O Aeroporto Internacional de Campo Grande foi administrado pelo Ministério da Aeronáutica, através do Departamento de Aviação Civil, até 3 de fevereiro de 1975 passando, a partir dessa data, a ser administrado pela Empresa Brasileira de Infraestrutura Aeroportuária (INFRAERO), e desde então passou a receber grandes benefícios em obras, visando atender o ritmo acelerado de crescimento da aviação comercial. Na década de 80 o terminal de passageiros sofreu uma ampliação considerável, passando de 1.500m² para 5.000m². Em 1998 houve nova ampliação do terminal de passageiros, que passou de 5.000 m² para 6.082 m², com a criação da ala internacional.

## Movimento
O aeroporto opera com cerca de cem pousos e decolagens por dia. Em 2009 o aeroporto atingiu seu primeiro milhão de passageiros e no mesmo ano ultrapassaou 5 milhões de toneladas de cargas (incluso mala postal).
| Passageiros | Passageiros | Passageiros   | Passageiros    |
| Ano         | Total       | Domésticos    | Internacionais |
| ----------- | ----------- | ------------- | -------------- |
| 2002        | 556 016     | não informado | não informado  |
| 2003        | 477 981     | 477 826       | 155            |
| 2004        | 516 494     | 516 372       | 122            |
| 2005        | 652 150     | 649 341       | 2 809          |
| 2006        | 718 356     | 695 213       | 23 143         |
| 2007        | 755 730     | 744 487       | 11 243         |
| 2008        | 835 034     | 823 675       | 11 359         |
| 2009        | 1 028 643   | 1 017 371     | 11 272         |
| 2010        | 1 208 765   | 1 193 343     | 15 422         |
| 2011        | 1 381 650   | 1 366 055     | 15 595         |
| 2012        | 1 898 068   | 1 876 934     | 21 134         |

| Aeronaves | Aeronaves | Aeronaves     | Aeronaves      |
| Ano       | Total     | Domésticas    | Internacionais |
| --------- | --------- | ------------- | -------------- |
| 2002      | 23 960    | não informado | não informado  |
| 2003      | 24 917    | 24 780        | 137            |
| 2004      | 26 075    | 25 939        | 136            |
| 2005      | 21 592    | 21 396        | 196            |
| 2006      | 21 629    | 20 861        | 768            |
| 2007      | 23 066    | 21 597        | 1 469          |
| 2008      | 25 075    | 23 821        | 1 254          |
| 2009      | 28 152    | 26 913        | 1 239          |
| 2010      | 31 382    | 30 038        | 1 344          |
| 2011      | 28 519    | 27 240        | 1 279          |
| 2012      | 29 365    | 27 915        | 1 450          |

| Cargas | Cargas    | Cargas        | Cargas         |
| Ano    | Total     | Domésticas    | Internacionais |
| ------ | --------- | ------------- | -------------- |
| 2002   | 3 891 802 | não informado | não informado  |
| 2003   | 5 928 441 | 5 928 441     | 0              |
| 2004   | 6 351 159 | 6 351 159     | 0              |
| 2005   | 5 914 391 | 5 907 039     | 7 352          |
| 2006   | 4 805 992 | 4 800 833     | 5 159          |
| 2007   | 4 935 170 | 4 894 319     | 40 851         |
| 2008   | 5 358 783 | 5 138 281     | 220 502        |
| 2009   | 5 862 042 | 5 575 682     | 286 360        |
| 2010   | 4 991 891 | 4 679 004     | 312 887        |
| 2011   | 4 823 869 | 4 692 238     | 131 631        |
| 2012   | 5 252 689 | 5 091 365     | 161 324        |

## Complexo
Siglas: IATA/ICAO: CGR/SBCG
Sítio Aeroportuário: 10.802.318,30 m²
Pátio de Aeronaves:
- Pátio de manobras: 31.468 m²
- Pátio de estadia: 34.000 m²

Estacionamento de aeronaves:
- 11 posições para aeronaves de grande/médio porte
- 12 posições para aeronaves de pequeno porte e médio porte no pátio de estadia
- 06 posições alternativas

Terminal de Passageiros: 7.215 m²
Capacidade/ano: 1,6 milhão de passageiros/ano
Estacionamento de veículos - Capacidade: 405 veículos
 Pista de pouso e decolagem:
Possui uma pista homologada para pouso-decolagem: a principal revestimento em concreto asfáltico (CBUQ) e grooving. Tem capacidade para receber aviões de grande e médio porte como Boeings 737,767 e Airbus A330, sendo os dois últimos com restrições de peso.
Dimensões e resistência:
- Pistas: 2.600/45m  (06/24)
- Natureza da Pista: Asfalto
- Piso: C
- Sinalização: S

Possui ainda os seguintes equipamentos de auxilio à navegação aérea:
- Luzes de cabeceira e borda de pista, barra lateral e fim de pista
- VHF e Gravador
- Farol Rotativo de aeródromo
- Indicador de direção do vento Iluminada – Biruta.
- PAPI (Precision Approach Path Indicator).
- DTCEA – Destacamento de Controle do Espaço Aéreo;
- ILS (Instrument Landing System);
- NDB (Non-Direction-Beacon);

Serviço contra incêndio
O serviço de contra-incêndio do aeroporto possuí em sua frota veículos de ataque rápido com moderno sistema de combate a incêndios em aeronaves, que comportam água, LGE e Pó químico. Composto ainda pelo efetivo dos Bombeiros Militares do Estado do Mato Grosso do Sul.

## Terminal de passageiros
Edificação térrea de alvenaria e concreto, composta por saguão principal, parcialmente climatizado, boxes para Cias aéreas, somente 2 restaurantes e lojas comerciais. Possui capacidade operacional de 950.000/passageiros ano.
- Área construída: 6.082 m²
- Estacionamento: 280 vagas (sistema Jet Car, com taxa de estacionamento)